# Mole de caderas
 (août 2015).
Si vous disposez d'ouvrages ou d'articles de référence ou si vous connaissez des sites web de qualité traitant du thème abordé ici, merci de compléter l'article en donnant les références utiles à sa vérifiabilité et en les liant à la section « Notes et références ».

Le mole de caderas (« ragoût de hanches »), nommé aussi huaxmole, est un plat traditionnel de la région de Tehuacán au Mexique, dans l'État de Puebla. Il s'agit d'une sorte de sauce mole préparée à base de viande de bouc.

## Importance culturelle
Le mole de caderas est l'un des plats les plus importants de la région, du fait du temps et du soin apportés à l'élevage et la préparation de l'animal (dont toute la viande sera consommée), et de la célébration du Festival de la Matanza (« festival de l'Abattage ») qui marque le début des sacrifices des animaux d'élevage alimentaire.

## Préparation
Le mole de caderas est préparé avec la viande et les os de la hanche, mijotés dans un bouillon, avec divers condiments salés et des piments.
Pour obtenir le goût fort caractéristique de ce mole, les animaux sont élevées durant un an dans les pâturages du nord d'Oaxaca, où ils se nourrissent exclusivement d'herbe sauvage et de sel, et sont privés d'eau.